# Ankur Bhatia
Ankur Bhatia (sinh tháng 2 năm 1980) là một diễn viên và người mẫu Ấn Độ. Anh lớn lên ở Bhopal, Ấn Độ và hiện tại đang sống ở Mumbai và New York. Anh xuất hiện lần đầu tiên vào năm 2010 trong bộ phim Grant St. Shaving Co của Payal Sethi do Mira Nair sản xuất. Năm 2012, anh giành được giải thưởng Nam diễn viên chính xuất sắc nhất tại Liên hoan phim nghệ thuật trường NYU Tisch cho Coconut Grove. Năm 2013, Ankur đóng một vai tiêu cực trong bộ phim Zanjeer (phim 2013) / Toofan của Bollywood / Tollywood, bản làm lại của Zanjeer. Anh xuất hiện trong Apoorva Lakhia's <i id="mwHQ">Haseena</i>, đóng cùng Shraddha Kapoor, được công chiếu tại rạp vào ngày 18 tháng 8 năm 2017. Năm 2020, anh đóng vai quan trọng trong chương trình Disney + Hotstar Aarya (phim truyền hình Ấn Độ), với sự tham gia của Sushmita Sen và đạo diễn Ram Madhvani.

## Đầu đời
Ankur Bhatia sinh năm 1980 với bố mẹ là Sateesh Bhatia và Kiran ở Bhopal, Ấn Độ. Anh chuyển đến Hoa Kỳ để theo đuổi bằng thạc sĩ Toán học và làm Giám sát viên cho các công ty tư vấn hàng đầu. Anh ấy đã chuyển sang con đường diễn xuất vì anh ấy muốn trở thành một diễn viên từ khi còn rất trẻ. Ankur theo học Học viện Điện ảnh New York để học Làm phim và Diễn xuất.

## Sự nghiệp diễn viên
Bộ phim đầu tay của Ankur Bhatia là vào năm 2010 trong bộ phim " Grant St. Shaving Co " của Payal Sethi. được sản xuất bởi Mira Nair. Phim đã được chọn trong hơn 10 liên hoan phim trên toàn thế giới, bao gồm Liên hoan phim Cannes Phim ngắn Góc ở Pháp và River to River. Liên hoan phim Ấn Độ Florence tại Ý. Nó đã giành được giải thưởng phim hay nhất trong River to River. Florence Indian Film Festival, Smalls Film Festival, London and Mexico International Film Festival, California.
Năm 2012, anh đã giành được giải thưởng Nam diễn viên chính xuất sắc nhất tại Liên hoan phim NYU Tisch School of Art cho bộ phim " Coconut Grove ", nơi anh vào vai một anh bồi bàn vui tính, thông minh trên đường phố. Ankur gần đây đã hoàn thành việc bấm máy cho một bộ phim không có tiêu đề dựa trên giao dịch nội gián, lấy cảm hứng từ Vụ bê bối của tập đoàn Galleon liên quan đến các nhà tư vấn và ngân hàng Nam Á ở thành phố New York. Phim còn có sự tham gia của Poorna Jagannathan.
Năm 2013, Ankur Bhatia đã đóng một vai tiêu cực trong bản làm lại của bộ phim Bollywood Zanjeer năm 1973 do Apoorva Lakhia đạo diễn bằng tiếng Hindi và Telugu.
Năm 2016, anh đóng vai Baldev, chồng của Dalbir Kaur, do Aishwarya Rai Bachchan viết trong <i id="mwPg">Sarabjit của</i> đạo diễn Omung Kumar.
Năm 2017, anh đóng vai chồng của Shraddha Kapoor trong bộ phim Haseena của Apoorva Lakhia .
Năm 2020, anh đóng một vai quan trọng trong chương trình Disney + Hotstar Aarya (phim truyền hình Ấn Độ) cùng với Sushmita Sen của đạo diễn Ram Madhvani.